# Emil Polke

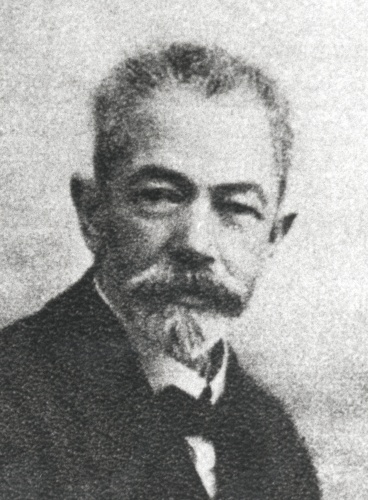
Emil Polke

Emil Polke (* 5. März 1858 in Olbersdorf (Město Albrechtice), Schlesien; † 10. Januar 1930 in Wien) war ein österreichischer Politiker der Sozialdemokratischen Arbeiterpartei (SdP).

## Ausbildung und Beruf
Nach dem Besuch der Volksschule wurde er Redakteur der "Volkswacht" in Wien und später Privatbeamter.

## Politische Funktionen
- 1911–1918: Abgeordneter des Abgeordnetenhauses im Reichsrat (XII. Legislaturperiode), Wahlbezirk Österreich unter der Enns 41, Klub der deutschen Sozialdemokraten
- 1918–1919: Mitglied des provisorischen Gemeinderates der Stadt Wien
- 1918–1919: Mitglied des Provisorischen Landtages von Niederösterreich
- Vorsitzender der SdP Niederösterreich

## Politische Mandate
- 21. Oktober 1918 bis 16. Februar 1919: Mitglied der Provisorischen Nationalversammlung, SdP
- 4. März 1919 bis 9. November 1920: Mitglied der Konstituierenden Nationalversammlung, SdP
- 10. November 1920 bis 20. November 1923: Mitglied des Nationalrates (I. Gesetzgebungsperiode), SdP